# POWER9
POWER9 — сімейство суперскалярних багатопотокових мультипроцесорів на базі архітектури POWER, анонсоване в серпні 2016 року на конференції Hot Chips. Представлені в другій половині 2017 року. Виготовлені по техпроцесу 14 нм (FinFET) на потужностях GlobalFoundries.
POWER9 випускається в 4 варіантах. Два варіанти по 12 ядер з 8 потоками на ядро (SMT8), і два варіанти з 24 ядрами з підтримкою 4 потоків на ядро (SMT4). Перші два рішення призначені для платформ з розширеною віртуалізацією. Два інших варіанти можуть використовуватися для вирішення звичайних завдань в середовищі Linux. У кожному з варіантів пропонується два типи процесорів. Один позиціонується як рішення для двопроцесорних конфігурацій з підтримкою доступу відразу до 8 каналів небуферизованної пам'яті DDR4, а другий — як рішення для конфігурацій з великим числом гнізд і доступом до буферизованої пам'яті DDR4.
Процесори використовують шину PCI Express 4.0 для підключення периферії. Також використовується інтерфейс NVIDIA NVLink 2.0 та інтерфейс CAPI 2.0. Робота з зовнішніми пристроями здійснюється за допомогою інтерфейсу IBM Bluelink (25 Гбіт/с).